# 太陽商会
株式会社太陽商会（たいようしょうかい）は、かつて存在した東京都渋谷区の企業。
モバイルコンテンツ制作、企業の戦略策定・実行支援などセールスプロデュースを主に手掛けていた。

## 沿革
- 2002年（平成14年）6月 - 株式会社ナウローディン設立。
- 2004年（平成16年）6月 - 株式会社NowLoadingに商号変更。
- 2005年（平成17年）6月 - 名古屋証券取引所セントレックス市場に上場。
- 2012年（平成24年）6月 - 2012年3月期決算で債務超過となり、猶予期間入り。
- 2013年（平成25年）6月 - 2013年3月期決算で債務超過を解消し、猶予期間解除。
- 2014年（平成26年）
  - 4月1日 - 株式会社太陽商会へ商号変更。
  - 4月23日 - 証券取引等監視委員会が金融商品取引法違反（偽計）の疑いで強制調査に入る[2]。
  - 5月27日 - 名古屋証券取引所が有価証券報告書虚偽記載を理由に整理銘柄に指定[3]。
  - 5月27日 - 証券取引等監視委員会からの勧告を受け、金融庁から1,200万円の課徴金を納付するよう命じられる[4][5]。
  - 6月28日 - 上場廃止[6]。
- 2015年（平成27年）
  - 1月14日 - 警視庁捜査2課に社長が金融商品取引法違反（有価証券報告書虚偽記載）容疑で逮捕された[7]。
  - 2月2日 - 証券取引等監視委員会が東京地方検察庁に対し同社を告発。翌3日、社長と元役員の男2人を金融商品取引法違反（有価証券報告書虚偽記載）罪で起訴。法人としての太陽商会は、事業実態が認められないことなどを理由に不起訴処分となる[8]。
  - 5月7日 - 子会社の株式会社NL不動産とともに、東京地方裁判所より破産手続き開始の決定を受ける。負債総額は両社合計で10億7400万円[9]。
  - 8月5日 - 東京地方裁判所での公判で、金融商品取引法違反などの罪に問われた元社長が懲役2年6月、執行猶予4年（求刑懲役2年6月）の判決を言い渡された。2013年3月期決算で約9350万円の債務超過だったが、純資産を約780万円と偽った有価証券報告書を財務局に提出していた。また、共犯とされ、業務上横領罪にも問われた元役員は懲役4年6月（求刑懲役5年6月）の判決を言い渡された。差し押さえを逃れるため関連会社の預金約1億3500万円を隠した[10]。
  - 10月20日 - 株式会社イースタジアグループに1億9998万円の損害賠償請求訴訟を提訴された[11]。
- 2016年（平成28年）11月11日 - 法人格消滅[12]。

## 関連会社
- 株式会社NL不動産（2015年5月7日 破産開始決定）
- 株式会社太陽
- 株式会社太陽三光水産（2015年3月11日 破産開始決定）
- 株式会社太陽バイオ
- 株式会社太陽四季
- 太陽川崎三光水産株式会社（2015年3月11日 破産開始決定）
- 株式会社太陽三孫商店（2015年1月9日 破産開始決定）
- 株式会社一水